# Mus phillipsi
Mus phillipsi är en däggdjursart som beskrevs av Wroughton 1912. Mus phillipsi ingår i släktet Mus och familjen råttdjur. IUCN kategoriserar arten globalt som livskraftig. Inga underarter finns listade i Catalogue of Life.
Vuxna exemplar är 6,2 till 8,0 cm långa (huvud och bål) och har en 5,0 till 6,2 cm lång svans. Bakfötterna är 1,4 till 1,8 cm långa och öron är 1,1 till 1,4 cm stora. Viktuppgifter saknas. Pälsen på ovansidan är lite styv och den har en brun färg, ibland med inslag av grått. Undersidan är täckt av vitaktig päls. Vid svansen är undersidan ljusare än ovansidan. Antalet spenar hos honor är fem par. Där individens ögonbryn ligger har pannbenet en förtjockning.
Arten förekommer i centrala Indien. Den vistas i kulliga områden och i bergstrakter mellan 500 och 1500 meter över havet. Habitatet utgörs av buskskogar (ibland med taggiga växter), av torra skogar och av gräsmarker. Ofta är grunden klippig. Individerna är aktiva på natten och går främst på marken. I nordvästra delen av utbredningsområdet registrerades 2 till 6 ungar par kull. Där hittades flera dräktiga honor i december.